# Эрдельи, Штефан
Штефан Эрдельи (в русскоязычной шахматной литературе чаще используется написание Эрдели; рум. Ștefan Erdélyi, венг. Erdélyi Stefan, 17 ноября 1905, Тимишоара — 26 сентября 1968) — румынский шахматист венгерского происхождения, международный мастер (1950).
Трехкратный чемпион Румынии (1931, 1934 и 1949 г.; в 1949 г. после дополнительного матча с Ш. Сабо). Серебряный призер чемпионата Румынии 1948 г.
В составе сборной Румынии дважды участвовал в шахматных олимпиадах (1931 и 1935 гг.).
Показывал неплохие результаты в международных соревнованиях: Будапешт (1934) — 5—6-е; Клостернейбург (1934) — 4—5-е места.